# Fernand Frey
Pour les articles homonymes, voir Frey.
Fernand Frey, né à Asnières (Seine) le 15 juin 1877 et mort à Escaudœuvres (Nord) le 19 mars 1959, est un chanteur et un acteur français.

## Biographie
Fils d'un bonnetier d'origine alsacienne, Fernand Frey, un temps placier en soierie, débute comme artiste lyrique au théâtre des Mathurins en mars 1899 sous le nom de Noël Réfy. Il réussit brillamment le concours d'entrée au Conservatoire de Paris en novembre 1899 où il suit des cours de comédie. À partir de 1902, année de sa sortie du Conservatoire, il va désormais se produire sur scène sous son véritable nom.

## Théâtre

### Sous le nom de Noël Réfy
- 1899 : Vive l'Almée, parade-revue en vers de Jean Varney, musique de Daniel Prunet, au théâtre des Mathurins (21 mars) : Ramolinick
- 1899 : Le Pauvre bougre et le Bon génie, féerie en 1 acte d'Alphonse Allais, au théâtre des Mathurins (24 mai) : le garçon de café
- 1899 : A la gare comme à la gare, revue d'Alphonse Allais et Albert René, au théâtre des Mathurins (14 juin) : le voyageur
- 1899 : Les Petites Machin, opérette en 1 acte de Michel Carré et Frédéric Febvre, musique de Francis Thomé, au théâtre des Mathurins (4 octobre)
- 1901 : La Cavalière, pièce en 5 actes en vers de Jacques Richepin, au théâtre Sarah-Bernhardt (27 janvier) : Vivaldo

### Sous le nom de Fernand Frey
- 1902 : La Duchesse des Folies-Bergère, pièce en 3 actes de Georges Feydeau, au théâtre des Nouveautés (9 décembre) : Chopinet
- 1904 : Otéro chez elle, opérette en 1 acte d'Auguste Germain et Paul Monvoisin, musique de Justin Clérice, au théâtre des Mathurins (10 octobre) : John Bluff
- 1908 : Paris-Voyeur, revue féerie en 2 actes, 1 prologue et 17 tableaux d'Alévy et Eugène Joullot, au Concert Parisiana (3 octobre) : l'agent / Toton / le savant / le duc
- 1909 : L'Amour en Espagne, opérette en 2 actes d'Alévy, Eugène Joullot et Maurice Mareil, musique de Joaquin Valverde, au Concert Parisiana (septembre)
- 1909 : Volons-y !, revue à grand spectacle en 2 actes et 12 tableaux d'Henri de Gorsse et Georges Nanteuil, au Concert Parisiana (octobre) : Marianne / le pick-pocket / le petit Prince
- 1910 : L'Empereur s'amuse, fantaisie-opérette en 2 actes et 7 tableaux d'Eugène Joullot et Fernand Meynet, au Concert Parisiana (5 janvier) : Poléon
- 1910 : Printemps-Revue, revue en 2 actes et 24 tableaux d'Eugène Joullot et Harry Whist, au Concert Parisiana (avril)
- 1911 : C'est très excitant, revue en 2 actes et 27 tableaux de Charles Quinel et Eugène Joullot, musique de Paul Letombe, au Moulin-Rouge (janvier) : le président du Conseil municipal / le Jeune turc / Mateo Diaz[5]
- 1911 : La Revue de l'Ambigu, revue à grand spectacle en 3 actes et 10 tableaux de Dominique Bonnaud, Numa Blès et Lucien Boyer, au théâtre de l'Ambigu (décembre) : le soldat Réséda / le peintre cubiste[6] / Cocambo  / la Frochard / Fragson[7]
- 1912 : Le Comte de Luxembourg, opérette en 3 actes de Franz Lehar, livret de Robert Bodanzky et Alfred Maria Willner, adaptation française de Robert de Flers et Gaston Arman de Caillavet, au théâtre Apollo (3 mars) : Brissart
- 1912 : Les Saltimbanques, opéra-comique en 3 actes et 4 tableaux de Louis Ganne, livret de Maurice Ordonneau, au théâtre Apollo (3 juin) : Grand Pingouin
- 1912 : La Bonne vieille coutume, pièce en 2 actes de Felix Dörmann et G. Davis, adaptation française de Jean Benedict, au théâtre des Bouffes-Parisiens (22 novembre)
- 1913 : Monsieur de La Palisse, opéra-bouffe en 3 actes de Robert de Flers et Gaston Arman de Caillavet, musique de Claude Terrasse, au théâtre Apollo (24 janvier) : Don Diego
- 1913 : La Chaste Suzanne, opérette en 3 actes d'Anthony Mars et Georges Desvallières d'après leur pièce Le Fils à papa, musique de Jean Gilbert, au théâtre Apollo (avril) : Alexis, le maître d'hôtel
- 1913 : La Jeunesse dorée, opérette d'Henri Verne et Gabriel Faure, musique de Marcel Lattès, au théâtre Apollo (juin) : Caracollo
- 1913 : Cocorico, opérette en 3 actes de Louis Ganne, livret de Georges Duval, Maurice Soulié et Pierre Jailly, au théâtre Apollo (29 novembre) : le baron Kirchporter, Premier ministre de Puppenberg
- 1914 : La Mascotte, opérette en 3 actes d'Edmond Audran, livret d'Alfred Duru et Henri Chivot, au théâtre Apollo (janvier) : Laurent XVII
- 1914 : La Fille de Figaro, opérette en 3 actes de Maurice Hennequin et Hugues Delorme, musique de Xavier Leroux, au théâtre Apollo (mars) : le marquis de Chérubin[8]
- 1920 : La Princesse Carnaval, opérette à grand spectacle en 3 actes de Maurice Desvallières et Paul Moncousin, musique d'Henri Hirschmann, mise en scène d'Aimé Simon-Girard, au théâtre Apollo (janvier) : Ernest[9]
- 1920 : La Sirène, ou la Baigneuse de Minuit, opérette en 3 actes de Fabrice Lémon et G. Léglise, musique d'Henri Goublier, au théâtre Apollo (octobre) : Narcisse Minouflet[10]
- 1922 : Le Baiser aux enchères, opérette à grand spectacle en 3 actes et 10 tableaux de Régina Régis, musique de Camille Kufferath, au théâtre Apollo (novembre) : Marius[11]

## Filmographie
- 1908 : L'Armoire normande, court-métrage de Georges Monca (195 m)
- 1913 : Badigeon a la maladie du sommeil, court-métrage anonyme (160 m) : Badigeon
- 1914 : Badigeon maître de ballet, court-métrage anonyme (110 m) : Badigeon[12]
- 1914 : Badigeon maître d'hôtel, court-métrage anonyme (110 m) : Badigeon
- 1914 : Badigeon demande la main de Tartinette, court-métrage anonyme (175 m) : Badigeon[13]
- 1914 : Le Ménage Badigeon-Tartinette, court-métrage anonyme (120 m) : Badigeon
- 1914 : Tartinette rêve aux exploits de Badigeon, court-métrage anonyme (120 m) : Badigeon
- 1914 : Badigeon veut divorcer / Tartinette veut divorcer, court-métrage anonyme : Badigeon
- 1914 : La Dernière idylle de Tartinette, court-métrage anonyme (143 m) : Badigeon
- 1931 : Ronny de Reinhold Schünzel et Roger Le Bon : le majordome
- 1932 : Quick (version française) d'André Daven et Robert Siodmak : le maître d'hôtel
- 1932 : Le Petit Écart de Reinhold Schünzel et Henri Chomette : Pamphile, le maître d'hôtel
- 1932 : La Saisie, court-métrage de Jean Margueritte
- 1932 : Je vois ça d'ici, court-métrage de Jean Caret
- 1932 : Histoires de rire, court-métrage de Jean Boyer : un clochard (dans le sketch Gratte-ciel)
- 1932 : Franches lippées de Jean Delannoy
- 1932 : Une faible femme de Max de Vaucorbeil
- 1933 : Moi et l'Impératrice (Ich und die Kaiserin) de Friedrich Hollaender et Paul Martin : Étienne
- 1934 : Caprice de princesse d'Henri-Georges Clouzot et Karl Hartl : Félix, le valet de chambre
- 1934 : La Garnison amoureuse de Max de Vaucorbeil : le bonimenteur
- 1934 : Nuit de mai de Gustav Ucicky et Henri Chomette
- 1936 : Les Deux favoris d'André Hornez : Varga
- 1937 : Sœurs d'armes de Léon Poirier
- 1938 : Paix sur le Rhin de Jean Choux

## Récompenses et distinctions
- Officier d'Académie (arrêté ministériel du 16 août 1907)[14]